# Béatrice Romand
Pour les articles homonymes, voir Romand.
 (juin 2023).
Si vous disposez d'ouvrages ou d'articles de référence ou si vous connaissez des sites web de qualité traitant du thème abordé ici, merci de compléter l'article en donnant les références utiles à sa vérifiabilité et en les liant à la section « Notes et références ».
Béatrice Romand est une actrice française née le 16 avril 1952 à Birkhadem en Algérie française.
Elle est connue pour ses rôles dans les films d'Éric Rohmer comme Le Beau Mariage.

## Biographie
Béatrice Romand fait ses débuts dans la saga Mauregard de Claude de Givray, où elle incarne « la fille de Sophie ».
Éric Rohmer l'engage pour plusieurs de ses films : Le Genou de Claire, L'Amour l'après-midi, Le Beau Mariage, Le Rayon vert, Quatre Aventures de Reinette et Mirabelle et Conte d'automne.
Elle a également réalisé plusieurs films.

## Filmographie

### Cinéma

#### Actrice
- 1968 : Mayerling, de Terence Young (non créditée)
- 1970 : Le Genou de Claire, d'Éric Rohmer : Laura
- 1972 : L'Amour l'après-midi, d'Éric Rohmer
- 1972 : Sex-shop, de Claude Berri : Karin
- 1973 : Themroc, de Claude Faraldo : La soeur de Themroc
- 1974 : En voiture, Simone (Soft Beds, Hard Battles), de Roy Boulting : Marie-Claude
- 1974 : Jennifer, de Pierre Bertrand-Jaume (Court métrage)
- 1975 : Une Anglaise romantique (The Romantic Englishwoman), de Joseph Losey : Catherine
- 1976 : L'Arriviste, de Samy Pavel : La soeur d'Alicia
- 1976 : Le Dernier 55, de Philippe Truffault (Court métrage) : La copine du chanteur
- 1977 : Black-Out, de Philippe Mordacq : La jeune fille du bain turc
- 1977 : Josiane et les hommes, d'Alain Deruelle : Josiane
- 1982 : Le Beau Mariage, d'Éric Rohmer Sabine
- 1983 : La casa del tappeto giallo de Carlo Lizzani : Franca
- 1984 : Paris vu par... 20 ans après - segment Paris-Plage de Vincent Nordon : La veuve
- 1985 : Rosette vend des roses, de Rosette (court métrage)
- 1985 : Cinématon no 527, de Gérard Courant
- 1986 : Le Rayon vert, d'Éric Rohmer : Beatrice in Paris
- 1987 : Quatre Aventures de Reinette et Mirabelle, d'Éric Rohmer : L'inspectrice
- 1998 : Conte d'automne, d'Éric Rohmer : Magali
- 2005 : Les Contes secrets ou les Rohmériens, documentaire de Marie Binet
- 2009 : Stigmatize (Court-métrage) : Pierrette d'Arsonvalle
- 2011 : HH, Hitler à Hollywood de Frédéric Sojcher : Béatrice Romand

### Télévision
- 1970 : Mauregard, de Claude de Givray (Série TV) : Sophie
- 1972 : La Mare au diable, de Pierre Cardinal (Téléfilm) : Marie
- 1972-1973 : Les Thibault, d'Alain Boudet et André Michel (feuilleton) : Gise
- 1974 : Le comte Yoster a bien l'honneur (Graf Yoster gibt sich die Ehre) (Série TV) : Charlie
- 1996 : L'Allée du Roi, de Nina Companeez (Série TV) : Dauphine de Bavière

### Réalisation
- 2005 : La case de l'oncle Doc (Série TV)

## Théâtre
- 1991 : Mesure pour mesure de William Shakespeare, mise en scène Peter Zadek, Odéon-Théâtre de l'Europe